# Pseudoparlatoria fusiformis
Pseudoparlatoria fusiformis är en insektsart som beskrevs av Fonseca 1969. Pseudoparlatoria fusiformis ingår i släktet Pseudoparlatoria och familjen pansarsköldlöss. Inga underarter finns listade i Catalogue of Life.